# (157) Deianira
Dejanira és l'asteroide núm. 157 de la sèrie. Fou descobert l'1 de desembre del 1875 des de Marsella per l'Alphonse Borrelly (1842-1926). El seu nom d'aquest asteroide del cinturó principal es deu a la princesa Deianira de la mitologia grega. Deianira era la filla del rei d'Etòlia, l'Eneu, encara que popularment també se la coneixia com a la filla del déu Dionís i d'Altea, dona de l'Eneu. Fou una princesa molt festejada per herois i déus per la seva gran bellesa, i en proclamar que seria esposa del més fort i valent, guanyà Hèracles en vèncer l'Aqueloos.